# Luis Sequeira
Luis Sequeira (* 20. Jahrhundert) ist ein zweifach Oscar-nominierter Kostümbildner aus Kanada.

## Karriere
Sequeiras Karriere im Filmgeschäft begann 1990 als Kostümdesigner in der Fernsehserie Erben des Fluchs. Es folgten Anstellung für Fernsehfilme und Serien wie unter anderem Der Skalpell-Mörder, Tränen der Liebe, The Tuxedo – Gefahr im Anzug, Bulletproof Monk – Der kugelsichere Mönch, Girls Club – Vorsicht bissig!, Enttarnt – Verrat auf höchster Ebene, Being Erica – Alles auf Anfang, Mama, Carrie und The Strain in denen er für die Kostüme verantwortlich war.
Für seine künstlerischen Arbeiten bei dem Film Shape of Water – Das Flüstern des Wassers erhielt Sequeira eine Nominierung in der Kategorie Bestes Kostümdesign. Des Weiteren wurde er für einen BAFTA-Award in der gleichen Kategorie nominiert.
2018 wurde er in die Academy of Motion Picture Arts and Sciences berufen, die jährlich die Oscars vergibt.

## Filmografie (Auswahl)
- 1990: Erben des Fluchs (Friday the 13th: The Series, Fernsehserie)
- 1994: Der Skalpell-Mörder (Breaking Point)
- 1994: Tränen der Liebe (Another Woman, Fernsehfilm)
- 1996–1998: F/X: The Series (Fernsehserie)
- 2002: The Tuxedo – Gefahr im Anzug (The Tuxedo)
- 2003: Bulletproof Monk – Der kugelsichere Mönch (Bulletproof Monk)
- 2004: Girls Club – Vorsicht bissig! (Mean Girls)
- 2005: Das Comeback (Cinderella Man)
- 2006: Die Hollywood-Verschwörung (Hollywoodland)
- 2007: Enttarnt – Verrat auf höchster Ebene (Breach)
- 2007: Charlie Bartlett
- 2008: Flash of Genius
- 2009–2011: Being Erica – Alles auf Anfang (Being Erica, Fernsehserie, 35 Episoden)
- 2011: The Thing
- 2013: Mama
- 2013: Carrie
- 2014–2016: The Strain (Fernsehserie, 36 Episoden)
- 2017: Shape of Water – Das Flüstern des Wassers (The Shape of Water)
- 2018: The Christmas Chronicles
- 2019: Es Kapitel 2 (It Chapter Two)
- 2020: Love and Monsters
- 2021: Nightmare Alley

## Auszeichnungen (Auswahl)
- 2018: Costume Designers Guild Award für Shape of Water
- 2018: Oscar-Nominierung für Shape of Water
- 2018: BAFTA-Award-Nominierung für Shape of Water
- 2018: Critics’-Choice-Movie-Award-Nominierung für Shape of Water
- 2022: Costume-Designers-Guild-Award-Nominierung für Nightmare Alley
- 2022: Oscar-Nominierung für Nightmare Alley
- 2022: BAFTA-Award-Nominierung für Nightmare Alley
- 2022: Critics’-Choice-Movie-Award-Nominierung für Nightmare Alley